# Sangre Azul
Pour les articles homonymes, voir Sang bleu.
Sangre Azul est un groupe espagnol de hard rock, originaire de Madrid, actif entre 1982 et 1991.

## Histoire
Le groupe est formé dans la ville de Pinto (Madrid) en 1981, avec « Lili » Castañosa au chant, Carlos Raya à la guitare, Julio Díaz à la basse, Juan Antonio Martín à l'autre guitare, et Luis Santurde à la batterie. Optant pour un style pop metal / hard rock, ils participent à la huitième édition du concours Villa de Madrid, dans la section Hard Rock, un concours pour les nouveaux groupes organisé par la mairie, qu'ils remportent. Comme prix, ils sont autorisés à enregistrer un album commun avec les groupes Esfinge et Furia Animal (qui ont remporté respectivement la 2e et la 3e place).
Après cette expérience initiatique, ils enregistrent un EP homonyme avec quatre chansons, édité par le label Fonomusic, ce qui leur a permis d'obtenir un contrat avec Hispavox. « Lili » Castañosa décide de partir, remplacée par Tony Solo, avec qui ils enregistrent leur premier album, intitulé Obsesión, qui sort en 1987, et leur permet d'acquérir une certaine notoriété sur la scène heavy rock madrilène, grâce à leur hard rock « à la Whitesnake », très populaire à l'époque. En 1988 sort le deuxième album, Cuerpo a cuerpo, qui fait définitivement de Sangre Azul un nom important de la scène hard rock espagnole, grâce à des chansons comme No eres nadie, Cuerpo a cuerpo, Dueño y señor, et Mil y una noches, entre autres.
Le troisième et dernier album du groupe, El silencio de la noche, sort en 1989, montrant un son plus mûr et une production encore plus soignée que leurs œuvres précédentes. Après la sortie de cet album, ils tournent en Espagne, en France, en Allemagne, et font même le saut vers les Amériques, jouant aux États-Unis et au Mexique. Cependant, en raison du manque de soutien de la part du label et de la décadence de la scène glam metal, le groupe finit par se séparer en 1992.

## Membres
- « Lili » Castañosa — chant (1981-1987)
- Carlos Raya — guitare
- Julio Díaz — basse
- José Antonio Martín — guitare
- Luis Santurde — batterie
- Tony Solo — chant (1987-1992)
- Juanjo Melero — guitare (1988-1992)

## Discographie
- 1985 : Sangre Azul (EP)
- 1987 : Obsesión
- 1988 : Cuerpo a cuerpo
- 1989 : El silencio de la noche